# Ла-Альгаба
Ла-Альгаба (ісп. La Algaba) — муніципалітет в Іспанії, у складі автономної спільноти Андалусія, у провінції Севілья. Населення — 15 255 осіб (2010).
Муніципалітет розташований на відстані близько 380 км на південний захід від Мадрида, 8 км на північ від Севільї.
На території муніципалітету розташовані такі населені пункти: (дані про населення за 2010 рік)
- Ла-Альгаба: 14590 осіб
- Ель-Араль: 665 осіб

## Демографія
Динаміка населення (INE ):

## Галерея зображень

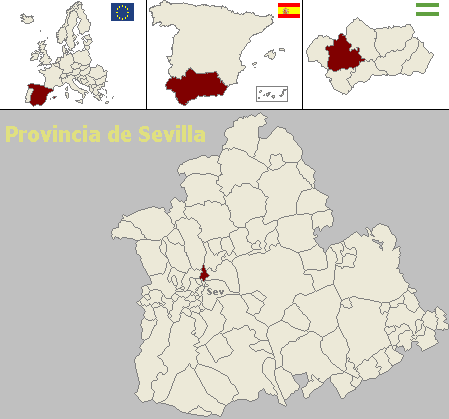
Розташування муніципалітету Ла-Альгаба у провінції Севілья
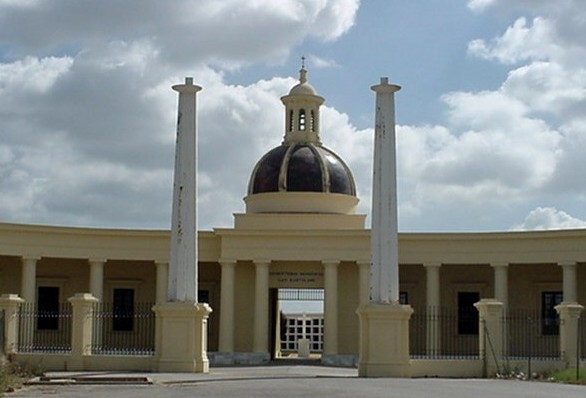
Кладовище